# Jürgen Zäck
Jürgen Zäck (Koblenz, 8 augustus 1965) is een sterke Duitse triatleet. Hij schreef enkele Ironman-wedstrijden op zijn naam, zoals de Ironman Europe (5x), Ironman Austria (2x) en de Ironman Australia (1x). Ook nam hij elfmaal deel aan de Ironman Hawaï, maar won deze wedstrijd nimmer. Zijn sterkste onderdeel is het fietsen. 

## Biografie

### Eerste successen
Zäck deed eerst aan atletiek voordat hij overstapte op de triatlon. Op 16-jarige leeftijd liep hij de 1000 m in 2.35 minuten. Begin jaren negentig bereikte hij zijn top en trainde tussen de acht en tien uur per dag. Na een aantal blessures verminderde hij zijn trainingsomvang en begon te letten op de kwaliteit van zijn trainingen.  Aan het begin van zijn sportieve loopbaan kwam hij met name op de olympische afstand en middenafstand uit. Hij won hierbij enkele medailles bij Europese kampioenschappen. Zo werd hij in 1988 derde op de Europees kampioenschappen middenafstand. 

### Diverse ironmanoverwinningen
Hierna legde hij zich toe op langere afstanden. Hij won vijfmaal (1989, 1994, 1995, 1998, 1999) de Ironman Europe in Roth, tweemaal de Ironman Austria (2000, 2001) en eenmaal de Ironman Australia (1996). In 1997 vestigde hij in Roth met 7:51.42 de twee na beste finishtijd aller tijden in een Ironman. Zijn beste klassering bij de Ironman Hawaï is een tweede plaats in 1997. Zijn landgenoot Thomas Hellriegel won deze wedstrijd in 8:33.01.

### doping
In juli 2006 werd bekendgemaakt Jürgen positief was getest op een monster dat bij hem op 22 mei was afgenomen. In zijn urine werd het verboden middel Etiocholanolan aangetroffen. Volgens de 40-jarige Zäck testte hij positief door een voedingssupplement en ontkent hij elke vorm van dopinggebruik. "Ik ben in al die jaren dé atleet die meest gecontroleerd werd binnen en buiten competitie. Ik betreur dan ook dat de triathlonsport op deze manier in een negatief daglicht wordt geplaatst. Ik hoop dat door dit voorval werk wordt gemaakt van een problematiek die in de sport meermaals als oorzaak van positieve controles wordt aangewezen." Hij stelde geen prijs op het testen van de B-steel en werd daardoor voor twee jaar geschorst. Vlak hierna beëindigde hij zijn sportcarrière.

## Titels
- Duits kampioen triatlon op de middenafstand: 1989, 1990, 1992
- Duits kampioen triatlon op de sprintafstand: 1988

## Belangrijke prestaties

### triatlon
- 1984:  Triatlon van Keulen - 5:33.03
- 1986:  EK olympische afstand in Milton Keynes - 2:00.10
- 1987:  EK middenafstand in Roth - 4:00.59
- 1987:  Duits kampioenschap sprintafstand
- 1988:  EK middenafstand in Stein - 3:48.08
- 1989:  EK olympische afstand in Cascais - 2:03.55
- 1989:  Ironman Europe in Roth
- 1989: 7e Ironman Hawaï - 8:38.33
- 1990: 8e Ironman Hawaï - 8:50.17
- 1991:  Ironman Europa in Roth - 3:59.59
- 1991: 13e Ironman Hawaï - 8:57.58
- 1991:  EK lange afstand in Almere - 8:33.17
- 1992: 5e Ironman Hawaï - 8:25.04
- 1993:  Ironman Europe in Roth - 8:07.55
- 1993: 5e Ironman Hawaï - 8:26.18
- 1994:  Ironman Europe in Roth - 8:01.59
- 1994: 4e Ironman Hawaï - 8:34.00
- 1995:  Ironman Europe in Roth - 8:08.07
- 1995: 7e Ironman Hawaï - 8:34.03
- 1996:  Ironman Australia - 8:20.25
- 1996: 11e Ironman Hawaï - 8:36.43
- 1997:  Ironman Europe in Roth - 7:51.42
- 1997:  Ironman Hawaï - 8:39.18
- 1998:  Ironman Europe in Roth - 8:03.59
- 1998: 246e Ironman Hawaï - 10:20.01
- 1999:  Ironman Europe in Roth - 7:56.00
- 2000:  Ironman Austria - 8:07.16
- 2001:  Ironman Austria - 8:06.58
- 2001: DNF Ironman Hawaï
- 2002:  Ironman Germany - 8:30.07
- 2002: DNF Ironman Hawaï
- 2003:  Ironman Germany - 8:20.12
- 2003: 6e Ironman Hawaï - 8:35.19
- 2004: 4e Ironman Germany - 8:22.49
- 2004: DNF Ironman Hawaï
- 2005: 6e Ironman Germany - 8:44.22
- 2005: DNF Ironman Hawaï

### duatlon
- 1992:  Powerman Zofingen